# مریم‌آباد (ابرکوه)
مریم‌آباد (ابرکوه)، روستایی از توابع بخش مرکزی شهرستان ابرکوه در استان یزد ایران است.

## جمعیت
این روستا در دهستان تیرجرد قرار دارد و براساس سرشماری مرکز آمار ایران در سال ۱۳۸۵، جمعیت آن ۱٬۸۲۳ نفر (۴۲۵خانوار) بوده‌است.